# Kościół św. Stanisława w Solcu nad Wisłą
Kościół świętego Stanisława w Solcu nad Wisłą – rzymskokatolicki kościół filialny należący do dekanatu lipskiego diecezji radomskiej.

## Historia
Świątynia została ufundowana przez księcia Krzysztofa Zbaraskiego w stylu wczesnego baroku w 1626 roku. Pracowali przy nim ojcowie franciszkanie reformaci aż do kasaty zakonu w 1864 roku, potem opiekę nad kościołem przejęła parafia. Gwardianem tutejszego klasztoru był Bonawentura Czerniawski, stracony przez Rosjan za sprzyjanie powstaniu styczniowemu. W tym czasie część klasztoru, ogród i ziemia zostały przekazane szkole, późniejszemu Seminarium Nauczycielskiemu. Budowla była remontowana i konserwowana w latach 1995-1996 przez zespół z krakowskiej Akademii Sztuk Pięknych. Kościół został poświęcony w dniu 3 listopada 1996 roku przez biskupa Stefana Siczka. Świątynia została wyremontowana dzięki staraniom byłego proboszcza księdza Tadeusza Gębki. Jest to budowla o jednej nawie, orientowana, wybudowana z ciosu.

## Architektura
Fasada frontowa kościoła podparta jest ścianami piramidalnymi. Świątynia, oprócz nawy posiada także prezbiterium, zakrystię i skarbczyk. Ołtarz główny reprezentuje styl barokowy i został wyrzeźbiony w piaskowcu. Został wykonany w 1630 roku. W jego centralnej części jest umieszczony obraz św. Stanisława. W jego górnej części jest umieszczony obraz Przemienienia Pańskiego. Ołtarz jest ozdobiony także herbem Zbaraskich. Za ołtarzem głównym jest umieszczona zakrystia, w której znajduje się kredens z nadbudową z XVII stulecia. Za zakrystią znajduje się pomieszczenie, w którym przechowywane są obrazy Stacji Drogi Krzyżowej. Pochodzą z XVIII wieku i zostały wyjęte z krużganków. Przed ołtarzem głównym mieści się wejście do grobów. Kościół posiada dwa ołtarze boczne. Lewy ołtarz jest poświęcony Niepokalanemu Poczęciu Najświętszej Maryi Panny. Nad nim znajduje się Trójca Święta, a po obu stronach mieszczą się symbole: Wieża Dawidowa, Dom Złoty, Zwierciadło Sprawiedliwości i Arka Przymierza. Na górze znajduje się św. Wawrzyniec. Prawy ołtarz jest poświęcony św. Antoniemu (obraz pochodzi z XVIII wieku). W jego górnej części jest umieszczony obraz św. Józefa z Dzieciątkiem, a w dolnej obraz Adoracji Matki Bożej a także tabernakulum z lampką wieczną. Organy znajdujące się w świątyni mają ponad 150 lat.

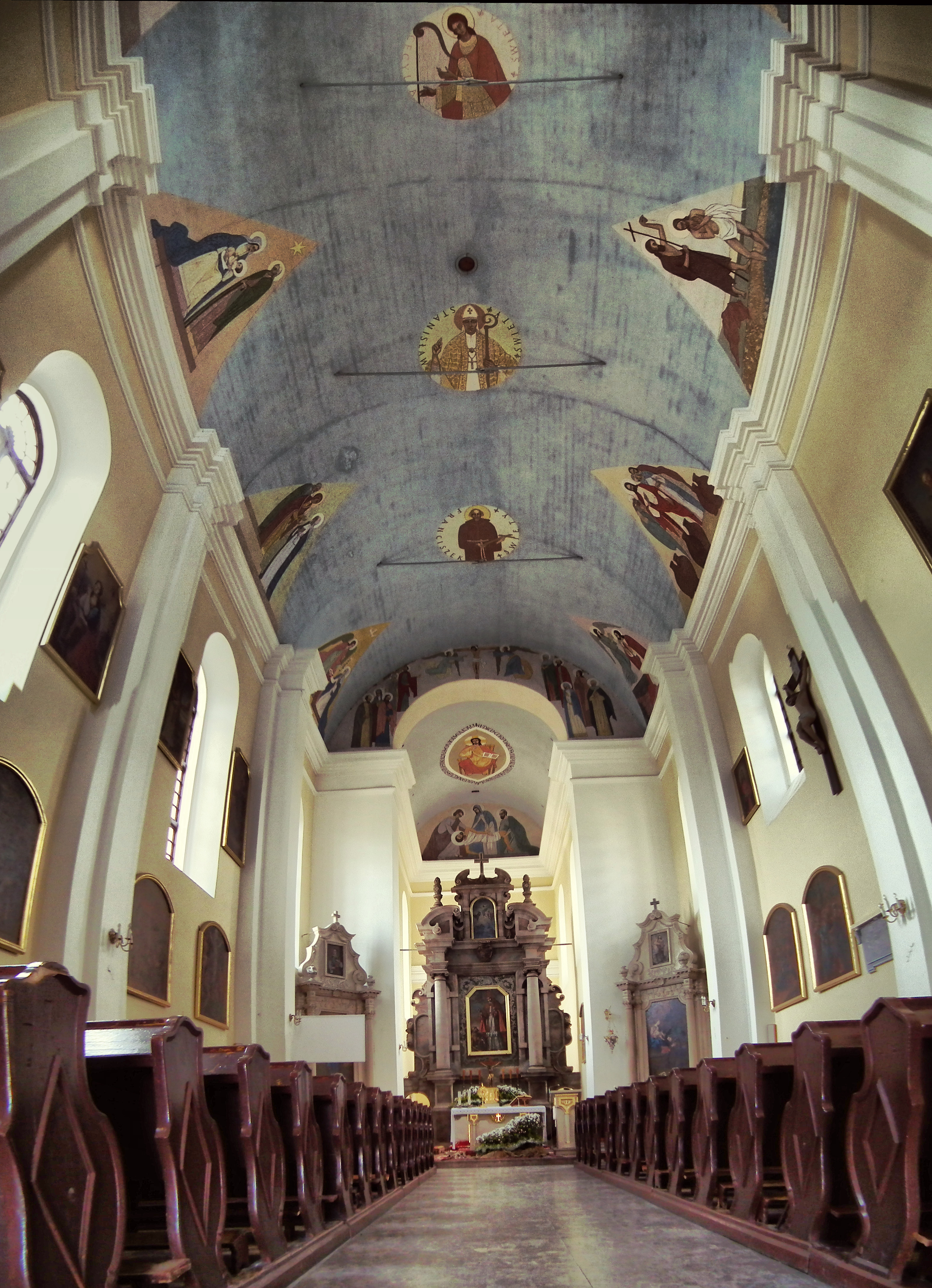
Wnętrze świątyni
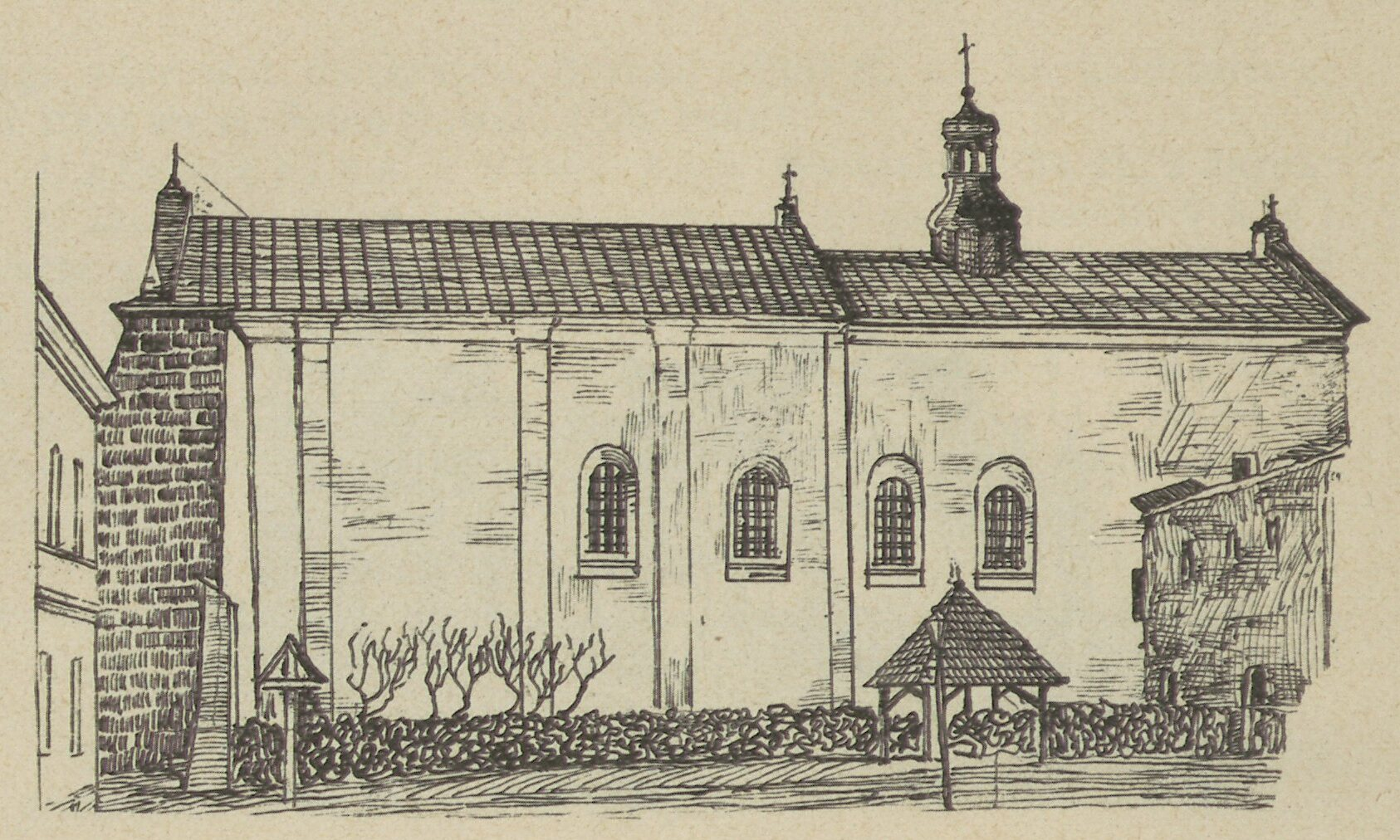
Widok przed 1911